# Aviamilano F.8L Falco
L'Aviamilano F.8L Falco est un avion biplace de sport et de tourisme produit en petite série en Italie durant les années 1960 puis adapté à la construction en kit aux États-Unis. Cet appareil dessiné par l’ingénieur Stelio Frati a servi de base au développement du SIAI Marchetti SF.260.

## Aviamilano F.8 Falco
Au début des années 1950 le Rallye de Sicile est la principale épreuve aéronautique disputée en Italie. C’est pour participer à cette compétition que Stelio Frati réalisa un monoplan de sport très fin, biplace côte-à-côte entièrement construit en bois mais doté d’un train d’atterrissage tricycle escamotable. Cet appareil aux allures de chasseur, équipé d’un modeste moteur Continental C-90 de 90 ch était cependant calculé pour passer la voltige. Construit dans un petit atelier de Pioltello, dans la banlieue de Milan, le prototype fut chargé en juin 1955 sur une remorque tractée par un cheval et transporté ainsi jusqu’à l’aéroport de Linate où il fit son premier vol le 15 juin 1955 piloté par Ettore Wengi. Un problème de canalisation d’huile empêcha l’appareil, immatriculé I-RAID et affublé du numéro de course 18, de participer au Rallye de Sicile mais son apparition fut très remarquée tant à Pescara que durant la 5e exposition aéronautique de Venise.

## Aviamilano F.8L Falco
Le prototype F.8 était un avion performant, mais de l’avis général manquait un peu de puissance et surtout était extrêmement sensible. Adapté à une éventuelle production de série, un second prototype (I-TRIP) fut construit chez Aviamilano Costruzioni Aeronautiche. Il prit l’air le 25 avril 1956 avec un moteur Lycoming O-290-D2B de 135 ch entrainant une hélice bipale à pas fixe, une voilure allongé de 20 cm et un empennage légèrement redessiné, doté d’une arête dorsale rendant l’avion plus stable. Le train d’atterrissage était également modifié. Cet appareil devait être construit en série par plusieurs entreprises italiennes :
- F.8L Falco série I : 10 exemplaires (I-TRIP inclus) construits chez Aviamilano avec un Lycoming O-290-D2B de 135 ch et une hélice à pas fixe.
- F.8L Falco serie II : 20 exemplaires (dont 11 par Aviamilano) produits en 1957/58 avec un Lycoming O-320-A2A de 150 ch pouvant entrainer soit une bipale à pas fixe soit une hélice à vitesse constante. Ce nouveau modèle se distinguait extérieurement du précédent par l’adoption d’un nouveau pare-brise, dépourvu de montant central. Un exemplaire fut spécialement terminé avec un Lycoming O-340 de 170 ch.
- F.8L Falco serie III : Le Falco dut subir un certain nombre de modifications pour répondre à la certification américaine CAR Part 3 (gouvernes de vol métalliques, structure renforcée pour un facteur de charge de 8,7 à pleine charge et 9,7 pour la voltige en monoplace...). 60 exemplaires ont été construits par la firme Aeromere, parfois commercialisés sous l’appellation Aeromere Falco America.
- F.8L Falco serie IV : La firme Laverda, qui avait racheté Aeromere en 1964, tenta de relancer en 1968 la production du F.8L en proposant cette nouvelle version équipée d’un Lycoming O-320-B3B de 160 ch entraînant une hélice bipale à vitesse constante. Reconnaissable aux pipes d’échappement sur les côtés du capot, ce modèle ne fut produit qu’à 20 exemplaires, désignés Laverda Super Falco.

## Sequoia Falco

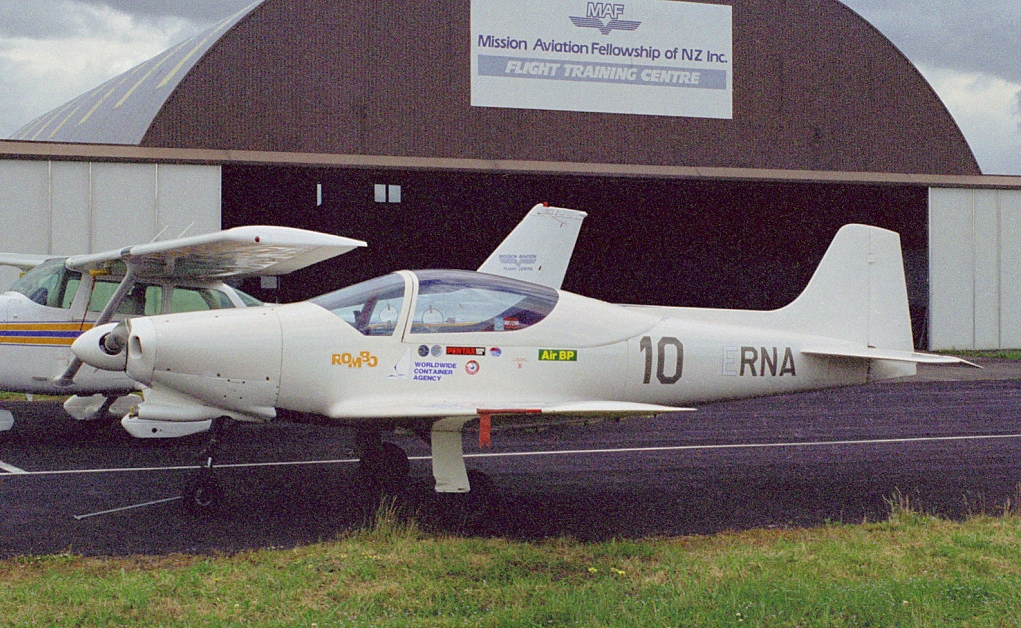
Le Falco Série I no 104 ZK-RNA a été perdu sur accident le 6 février 1999.

En 1979 David B. Thurston, plus connu pour ses hydravions Lake (en) ou Teal (en), a redessiné le Falco, qui n’était plus produit en série, afin de l’adapter à la construction amateur en kit. Ces kits sont commercialisés par Sequoia Aircraft de Richmond, VA., le Sequoia Falco étant certifié pour la voltige avec des facteurs de charge de +6G à -3G. Fin décembre 2008 un kit était vendu 109 000 USD hélice comprise, sans moteur (24 400 USD pour un Lycoming IO-320-B1A de 160 ch), ni roues de train principal ou freins.

## Sources
1. 1 2  ALI no 16, année VII du 16 au 31 août 1955
2. ↑  « Forty Years of Falcos », sur seqair.com (consulté le 24 juin 2023).
3. ↑  Flight no 2474 du 22 juin 1956 p. 823
4. ↑  Flight no 2426 du 22 juillet 1955 p. 139 et no 2494 du 9 novembre 1956 p. 74